# Hagen Jakubaschk
Hagen Jakubaschk (* 14. April 1934; † 1. Februar 2005 in Witten)  war ein deutscher Fachschriftsteller.

## Leben
Hagen Jakubaschk erlernte den Beruf eines Rundfunkmechanikers und widmete sich dem Gebiet der Elektronik und Nachrichtentechnik. Er hat die Amateur-Elektronik-Szene in der DDR von den 1960er bis in die 1980er Jahre geprägt.
Von 1959 bis 1990 veröffentlichte Hagen Jakubaschk 12 Bücher, mehr als 30 Broschüren und zahllose Artikel in verschiedenen Journalen. Er schrieb unter anderem für die Zeitschriften Funkamateur, Jugend und Technik und Radio Fernsehen Elektronik. Seine Bücher besaßen zum Teil Lehrbuchcharakter, zeichneten sich zum anderen aber auch durch unkonventionelle Ideen und Schaltungen aus.
Er schrieb für Kinder, die gerade mit der Elektronikbastelei begannen, aber auch für fortgeschrittene Amateure. Mit bis zu 6 Auflagen erreichten seine Bücher ein breites Publikum vorrangig in der DDR. Hagen Jakubaschk lebte und arbeitete lange Zeit in Nahmitz in Brandenburg.
Er siedelte noch vor dem Fall der Mauer in die BRD über. Anschließend testete er für Westfalia sowie Conrad Electronic Elektronikteile und -bausätze. Seine beiden letzten Bücher erschienen im Heise- (Elektro-Baubuch) bzw. Franzis-Verlag (Elektronische Codeschlösser und Alarmanlagen).

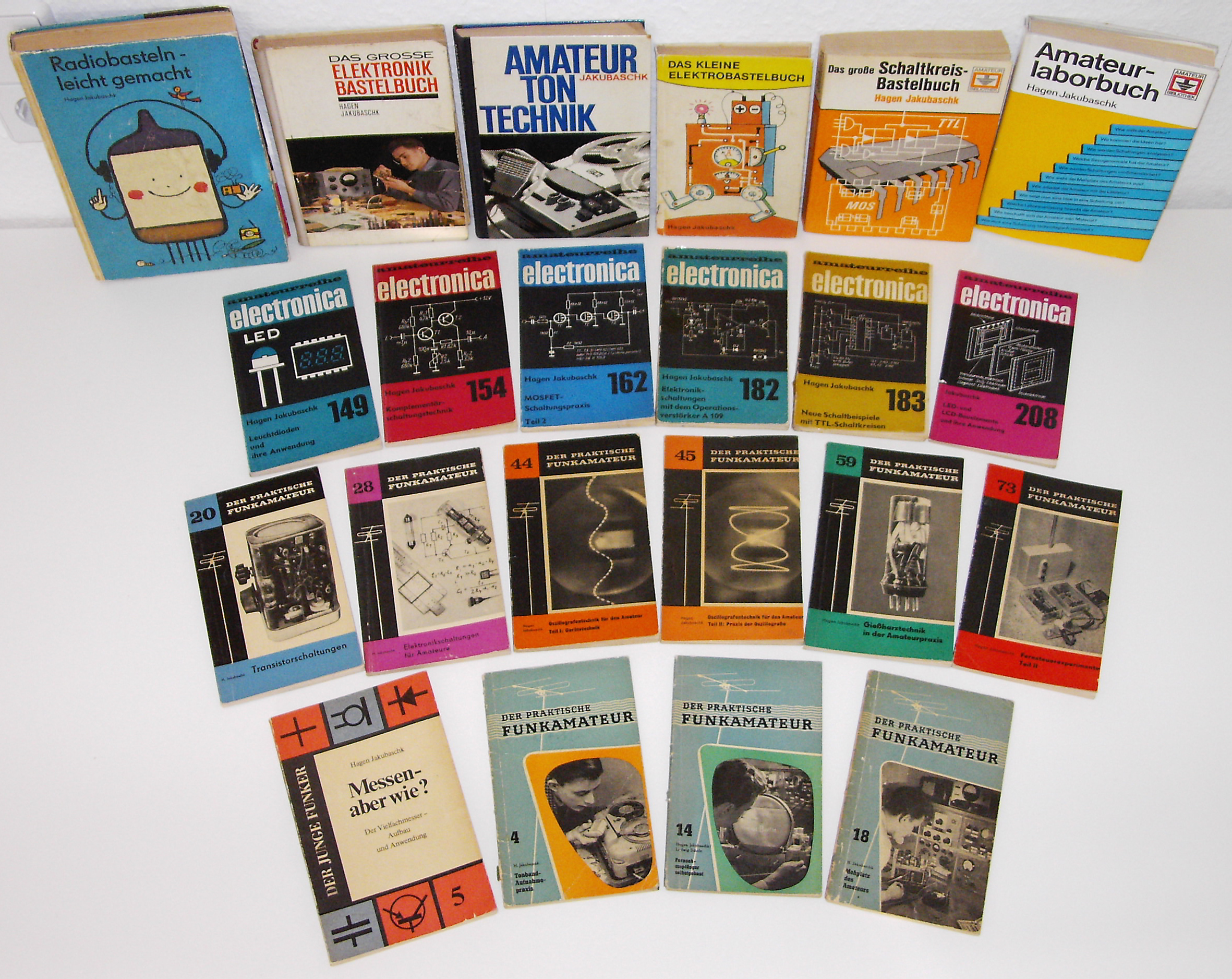
Jakubaschk Bücher – eine Auswahl

## Schriften (Auswahl)
Bücher
- Messplatz des Amateurs, Franck´sche Verlagshandlung Stuttgart, 1. Auflage 1962.
- Radiobasteln leicht gemacht, Der Kinderbuchverlag Berlin, 1. Auflage 1964.
- Das große Elektronikbastelbuch, Deutscher Militärverlag, Berlin, 1. Auflage 1965.
- Amateurtontechnik, Deutscher Militärverlag, Berlin, 1. Auflage 1967.
- Das kleine Elektrobastelbuch, Der Kinderbuchverlag Berlin, 3. Auflage 1975.
- Recorderfibel, Fotokinoverlag, Leipzig, 1. Auflage 1977.
- Das große Schaltkreis-Bastelbuch, Militärverlag der Deutschen Demokratischen Republik, Berlin, 1. Auflage 1978.
- Modellbahnelektronik, Transpress Verlag, Berlin, 1. Auflage 1980.
- Amateurlaborbuch – Von der Idee zur Schaltung, Militärverlag der Deutschen Demokratischen Republik, Berlin, 1. Auflage 1980.
- Elektronikbastelbuch für Foto- und Filmamateure, Fotokinoverlag, Leipzig, 1. Auflage 1981.
- Radio- und Elektronikbasteln leicht gemacht, Der Kinderbuchverlag Berlin, 1. Auflage 1983.
- Das kleine Elektro-Baubuch, Experimente und Freizeitbeschäftigung, Verlag Heinz Heise, Hannover, 1. Auflage 1989.
- Elektronische Codeschlösser und Alarmanlagen, Franzis-Verlag, München, 1. Auflage 1990.

Broschüren
In der Reihe “Der Praktische Funkamateur” (Verlag Sport und Technik, Neuenhagen bei Berlin; ab 1963 Deutscher Militärverlag, Berlin) sind von ihm erschienen:
- Bd. 2 Tonbandgeräte selbstgebau, 1959.
- Bd. 4 Tonband-Aufnahmepraxis, 1959.
- Bd. 14 Fernsehempfänger selbstgebaut, 1960, gemeinsam mit Ludwig Scholz.
- Bd. 18 Meßplatz des Amateurs, 1961.

(auch erschienen in der Reiher “Praxis des Funkamateurs”, Franckh, Stuttgart 1962.)
- Bd. 20 Transistorschaltungen, 1961.
- Bd. 28 Elektronikschaltungen für Amateure, 1962.
- Bd. 35 Transistorschaltungen (II), 1963.
- Bd. 38 Stereofonie für den Amateur, 1963.
- Bd. 40 Transistormeßgeräte, 1963.
- Bd. 44 Oszillografentechnik für den Amateur Teil I: Gerätetechnik, 1964.
- Bd. 45 Oszillografentechnik für den Amateur Teil II: Praxis der Oszillografie, 1964.
- Bd. 51 Fernsteuerexperimente mit und ohne Funkgenehmigung, 1965.
- Bd. 59 Gießharztechnik in der Amateurpraxis, 1965.
- Bd. 64 Die Glimmlampe und ihre Anwendung in der Amateurpraxis, 1966.
- Bd. 66 Elektronikschaltungen für Amateure Teil II, 1966.
- Bd. 73 Fernsteuerexperimente Teil II, 1968.

In der “Amateurreihe electronica” (Deutscher Militärverlag, Berlin; ab 1972/73 Militärverlag der Deutschen Demokratischen Republik, Berlin) sind von ihm erschienen:
- Bd. 88 Angewandte Elektronik, 1968.
- Bd 92 Fernsteuerexperimente Teil I, 1970.
- Bd 93 Fernsteuerexperimente Teil II, 1970.
- Bd. 111 Angewandte Elektronik, 1972.
- Bd. 143 MOSFET-Schaltungspraxis, 1976.
- Bd. 149 Leuchtdioden und ihre Anwendung, 1977.
- Bd. 154 Komplementärschaltungstechnik, 1977.
- Bd. 160 Prüf- und Meßschaltungen für Halbleiter, 1978.
- Bd. 162 MOSFET-Schaltungspraxis Teil 2, 1978.
- Bd. 172 Elektronikschaltungen mit A 902 D und A 301 D, 1979.
- Bd. 182 Elektronikschaltungen mit dem Operationsverstärker A 109, 1980.
- Bd. 183 Neue Schaltbeispiele mit TTL-Schaltkreisen, 1980.
- Bd. 208 LED- und LCD-Bauelemente und ihre Anwendung”, 1983.

In der Reihe “Der junge Funker” (Deutscher Militärverlag, Berlin) sind von ihm erschienen:
- Bd. 3 Transistortechnik leicht verständlich, 1966 (2. Auflage).
- Bd. 5 Messen – aber wie?, 1965.